# Mastacembelus decorsei
Mastacembelus decorsei är en fiskart som beskrevs av Pellegrin, 1919. Mastacembelus decorsei ingår i släktet Mastacembelus och familjen Mastacembelidae. Inga underarter finns listade i Catalogue of Life.